# Rowan Gillespie

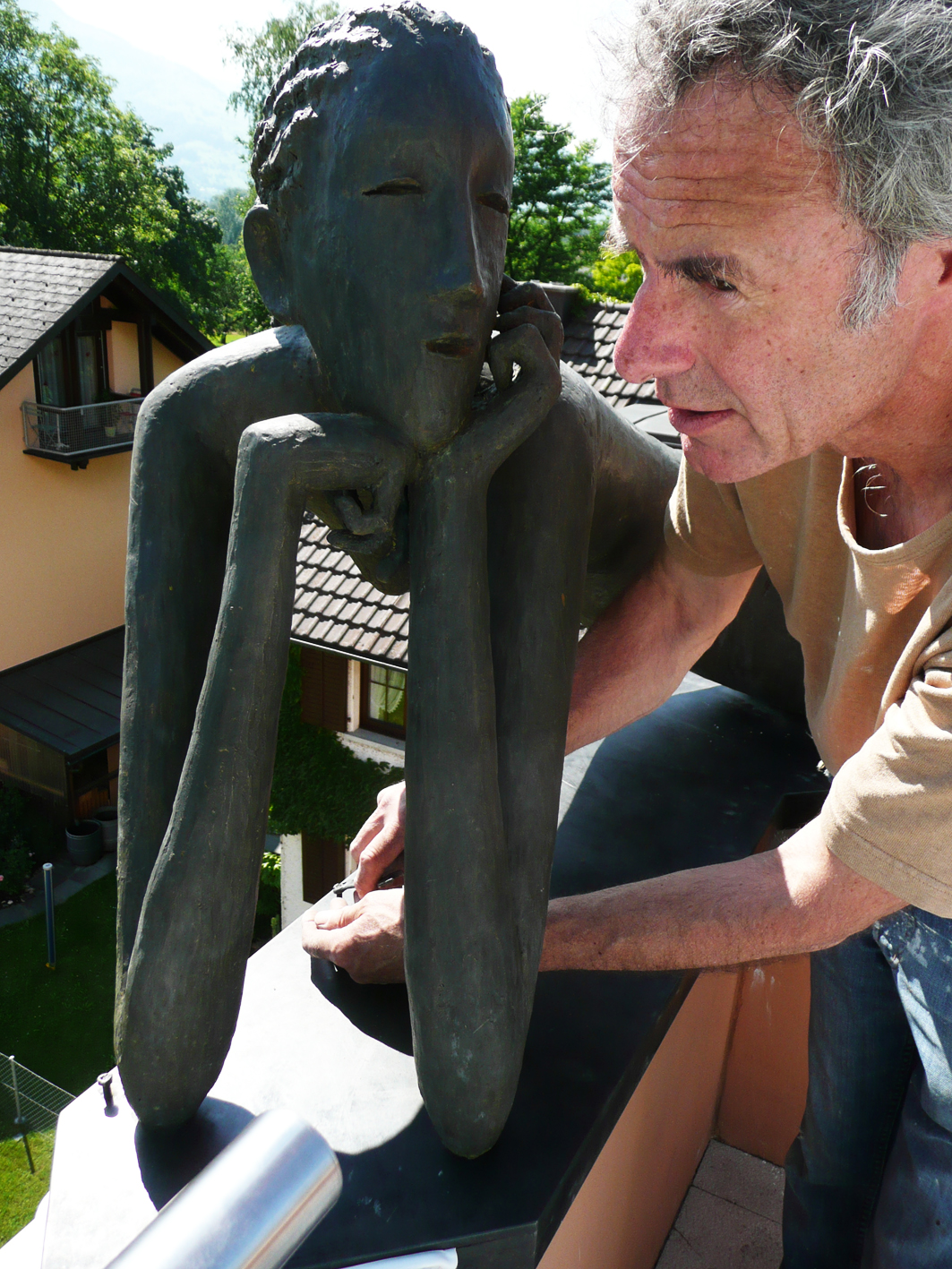
Lazy Lady, 2008, mit Rowan Gillespie

Rowan Gillespie (* 1953 in Dublin) ist ein irischer Bildhauer. Er ist bekannt für seine Plastiken aus Bronze.

## Leben und Wirken
Gillespie ist der Sohn eines Arztes. Er wuchs auf Zypern auf. 1969 studierte er zunächst an der York School of Art, wo er unter anderem im Bronzeguss von Sally Arnup unterrichtet wurde. Im Folgejahr besuchte er das Kingston College of Art in London und wurde ein Schüler von John Robson, über den er Henry Moore kennenlernte. Danach studierte er an der Statens Kunstskole in Oslo und arbeitete drei Jahre lang am Munch-Museum Oslo, wo er Vorträge hielt. 1977 kehrte er in seine Heimatstadt Dublin zurück. Dort richtete er sich ein eigenes Atelier mit Gießerei ein. Zu seinen größeren Aufträgen gehörte eine Bestellung der Bank of Ireland für GAA-All-Stars-Pokale (1979). 1989 begann Gillespie, in zunehmendem Maße Werke für den öffentlichen Raum zu schaffen, insbesondere in Dublin. Im Gegenzug stellte er seltener aus. Zuletzt nahm er 1996 an einer Ausstellung teil.

## Werk

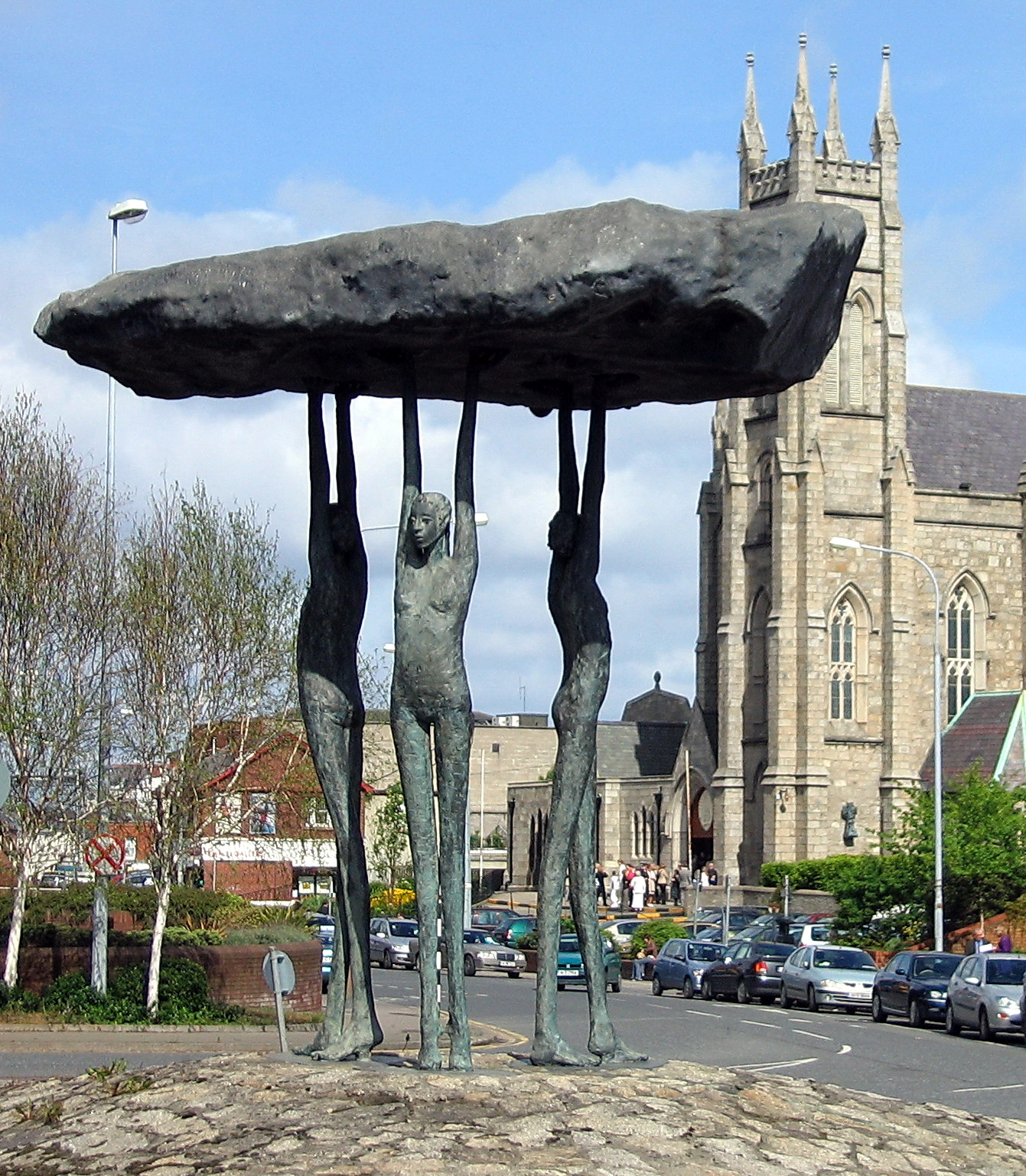
Blackrock Dolmen, 1987, Blackrock, Dublin

Gillespie erschafft überwiegend selbst gegossene, figürliche Skulpturen aus Bronze, seltener auch Fiberglas-Plastiken, die er mit Bronze überzieht. Häufig stellt er Akte dar. Ein Teil seiner Werke ist realistisch, der andere in der Form reduziert und expressiv gestaltet. Einfluss auf sein Werk hat die Arbeit des norwegischen Künstlers Edvard Munch. Gillespie schuf unter anderem folgende Werke:
- Dublin, Blackrock By-Pass/Co: Blackrock Dolmen, Bronze, 1987.
- Dublin, Irish MMA., City University, Earlsfort Terrace: The Kiss, Bronze, 1989.
- bei Cashel, Brian Boru, National Heritage Center: Cashel Dancers, Bronze, 1991.
- Sligo: W.B. Yeats, Bronze, 1990.
- The Treasury Building: Aspiration, Fiberglas mit Bronzeüberzug, 1995.
- Dublin, Custom House Quay: Famine Monument, 1996/97.
- Limerick, National Self-Portrait Collection Rotterdam, Gimbere en Dhomen: Ambition, Bronze, 1999.
- Dublin, Merrion Hotel: Ripples of Ulysses, 2000/01.
- Gouda: Looking at the Moon, Bronze, 2001.

## Ausstellungen (Auswahl)

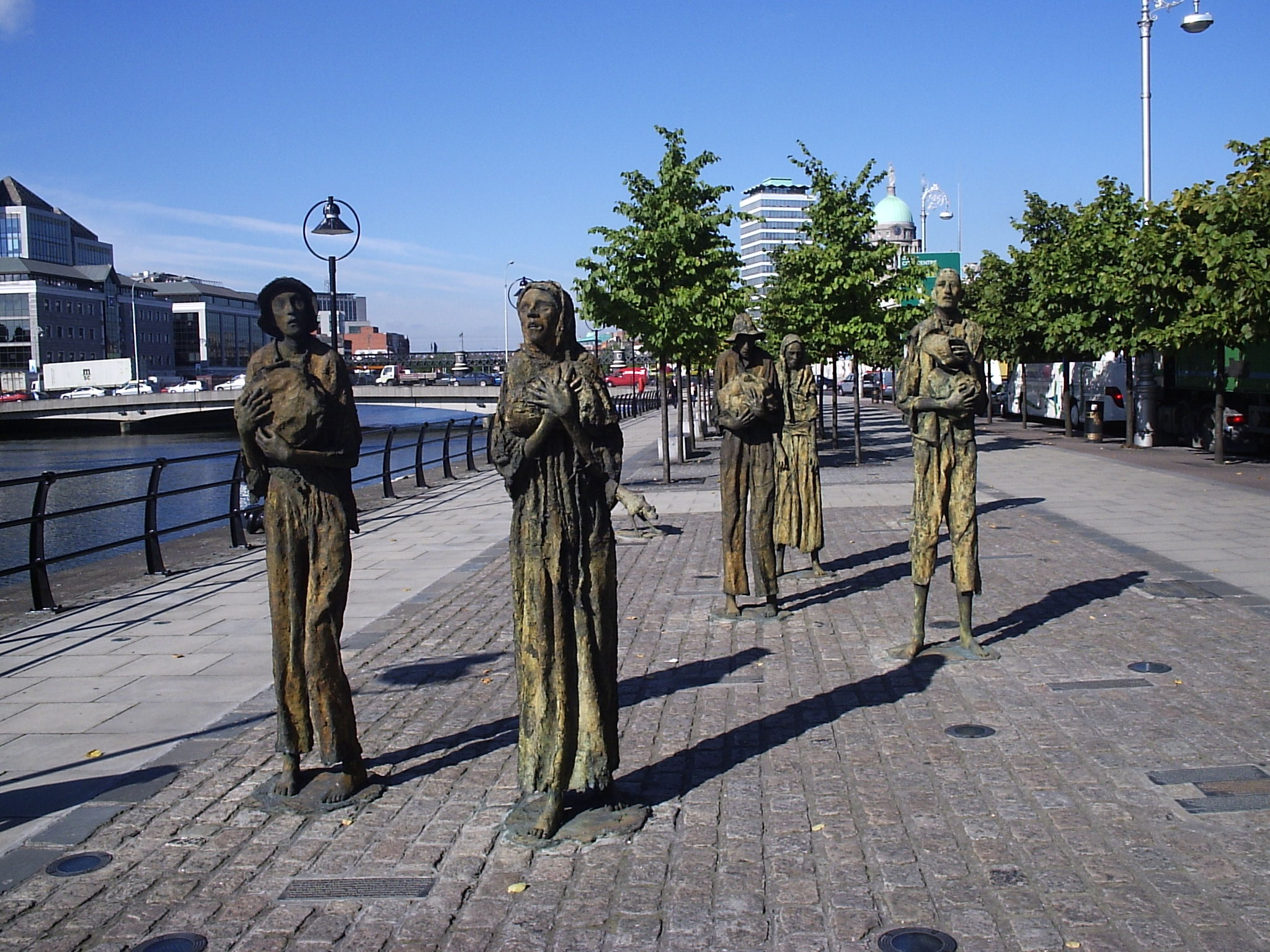
Famine Monument, Dublin, 2007

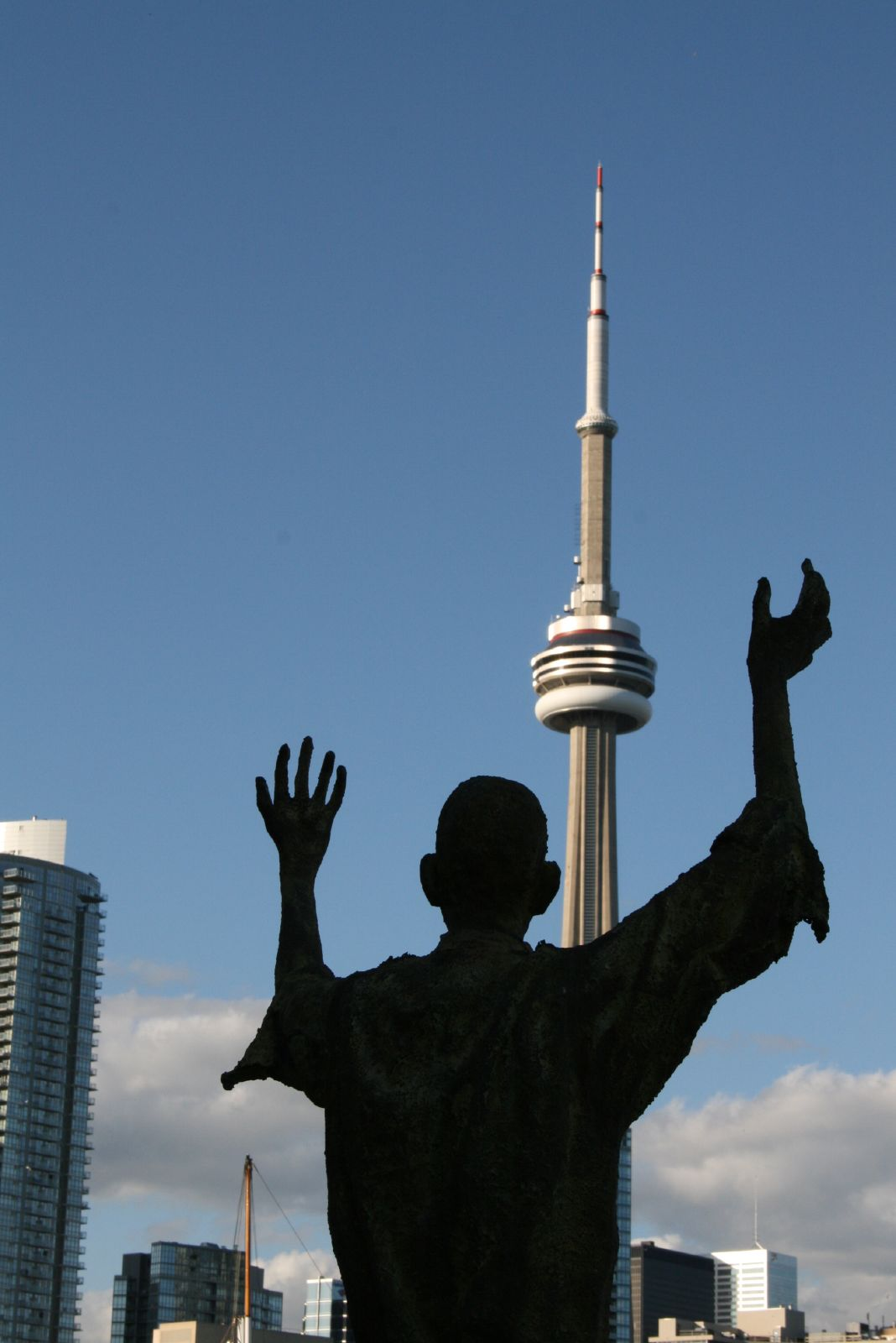
The Jubilant Man, Toronto, 2007

### Einzelausstellungen
- 1974 Moss (Norwegen), Kunstforeningen
- 1975, 1976, 1978, 1982 Drøbak, Gallery Cassandra
- 1976, 1977, 1980 Dublin, Lad Lane Gallery
- 1982, 1984, 1986–88, 1994–95 Dublin, The Solomon Gallery
- 1977 Dublin, Tromsø, Gallery 71; Bodø, Kunstforeningen; York, Austin Hayes Gallery
- 1979 London, Alwin Gallery
- 1986–88 London, Jonathan Poole Gallery
- 1981, 1986–88, 1994–95 ’s-Hertogenbosch, Galerie Hüsstege
- 1983 New York: Puck Inaugural Exhibition; Poole Wills Gallery

### Ausstellungsbeteiligungen
- 1979 Dublin, Royal Hibernian Academy